# Сороја
Сороја (норв. Sørøya) је острво, четврто по површини у Норвешкој. Припада западном Финмарку, и подељено је међу општинама Хасвик (норв. Hasvik) и Хамерфест (норв. Hammerfest).

## Историја
На дан 15. фебруара 1945. у операцији названој „отворена врата“ (енгл. Open Door) је 525 норвешких цивила евакуисано са Сороје помоћу четири разарача Краљевске ратне морнарице. Били су премештени у Шкотску, преко Мурманска у Совјетском Савезу.